# Clubiona corrugata
Clubiona corrugata är en spindelart som beskrevs av Friedrich Wilhelm Bösenberg och Embrik Strand 1906. Clubiona corrugata ingår i släktet Clubiona och familjen säckspindlar. Inga underarter finns listade i Catalogue of Life.